# Adam Adamandy Kochański
Adam Adamandy Kochański (Dobrzyń nad Wisłą, 5 agosto 1631 – Teplice, 17 maggio 1700) è stato un matematico polacco.

## Biografia
Nacque a Dobrzyń nad Wisłą, un piccolo comune polacco del distretto di Lipno, nel voivodato della Cuiavia-Pomerania. Cominciò i suoi studi a Toruń (Turonia) e nel 1652 entrò a far parte della Società di Gesù a Vilnius (Lituania) dove studiò filosofia nella locale università (all'epoca Accademia di Vilnius).
Approfondì altresì i suoi studi, specialmente in matematica, fisica e teologia.
Tenne conferenze relativamente agli argomenti da lui approfonditi in varie università europee, in particolare a Firenze, Praga e Olomouc (nella Repubblica Ceca), Breslavia (Polonia), Magonza e Würzburg (Germania). 
Nel 1680 accettò un'offerta del re di Polonia, ritornando così in patria con incarico di cappellano del re, matematico, bibliotecario e tutore di Jakub (Giacobbe), il figlio del re, Jan III Sobieski.
Scrisse molto materiale scientifico, principalmente su argomenti matematici e di meccanica, ma anche di astronomia, fisica e filosofia.
Il più noto dei suoi lavori, Observationes Cyclometricae ad facilitandam Praxin accommodatae, fu dedicato al problema della quadratura del cerchio e fu pubblicato nel 1685 nel più importante periodico mensile di carattere scientifico dell'epoca, Acta Eruditorum ("Atti degli eruditi") presente in Germania tra il 1682 e il 1782.
Kochański collaborò e scambiò varia corrispondenza con numerosi scienziati, tra i quali Johannes Hevelius (astronomo di Danzica) e Gottfried Leibniz, importante matematico, filosofo, scienziato e logico tedesco di Lipsia.
Apparentemente fu l'unico tra i suoi contemporanei polacchi a conoscere elementi del calcolo appena introdotto. 
Dotato di buona manualità, fu tra l'altro un rinomato costruttore di orologi, suggerendo di sostituire il tradizionale pendolo con un meccanismo a molla.
Morì a Teplice in Boemia (attuale Repubblica Ceca).